# Municipio de Voltaire (Kansas)
El municipio de Voltaire (en inglés: Voltaire Township) es un municipio ubicado en el condado de Sherman en el estado estadounidense de Kansas. En el año 2010 tenía una población de 222 habitantes y una densidad poblacional de 0,54 personas por km².

## Geografía
El municipio de Voltaire se encuentra ubicado en las coordenadas 39°28′28″N 101°43′16″O / 39.47444, -101.72111. Según la Oficina del Censo de los Estados Unidos, el municipio tiene una superficie total de 411.31 km², de la cual 411,29 km² corresponden a tierra firme y (0 %) 0.02 km² es agua.

## Demografía
Según el censo de 2010, había 222 personas residiendo en el municipio de Voltaire. La densidad de población era de 0,54 hab./km². De los 222 habitantes, el municipio de Voltaire estaba compuesto por el 95,05 % blancos, el 4,95 % eran de otras razas. Del total de la población el 8,11 % eran hispanos o latinos de cualquier raza.